# 音節化
音節化是指人們将一個单词劃分成各個音节，而且音節化在口语、书面語中都可以實現。在英语正书面語中，可以用连字号分隔開各個音節。